# Kajana (Surinam)

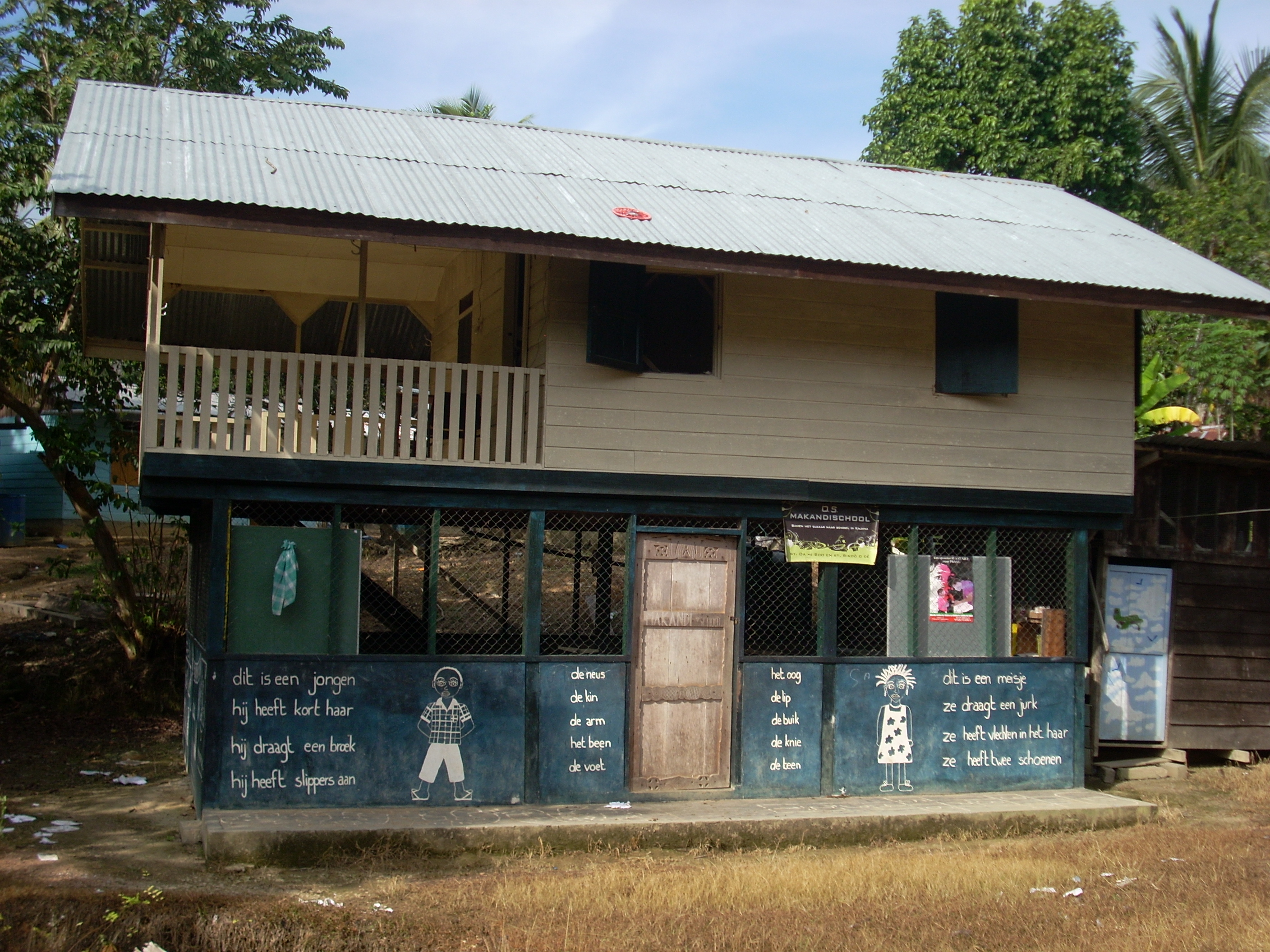
Escuela Primaria de Kajana

Kajana (a veces escrito "Cajana" o "Kayana") es una localidad en Surinam. Se encuentra ubicada en el distrito de Sipaliwini, en la zona central del país, a 93 metros por encima del nivel del mar.
Este pequeño pueblo se encuentra sobre las márgenes del río Gaan-lio, que junto con el río Pikin Lio da origen al río Surinam. Kajana tiene una población de unos 200 habitantes, que comprenden tres familias. Posee una pequeña escuela, una pista de aterrizaje, un centro de primeros auxilios, una estación de radio llamada Radio Thijs, y un jardín de infantes.